# Cmentarz wojenny nr 358 – Laskowa
Cmentarz wojenny nr 358 – Laskowa – cmentarz wojenny z okresu I wojny światowej znajdujący się w miejscowości Laskowa, w gmina Laskowa, w województwie małopolskim. Należy do okręgu X (Limanowa) Oddziału Grobów Wojennych C. i K. Komendantury Wojskowej w Krakowie. Jest jednym z 400 cmentarzy tego oddziału, z tego w okręgu limanowskim jest ich 36.

## Położenie
Położony jest na starym cmentarzu parafialnym na zboczu powyżej kościoła. Od kościoła do cmentarza prowadzi droga i ścieżka obsadzona drzewami. Cmentarz znajduje się około 100 m od kościoła, na granicy pól uprawnych i stromego, zadrzewionego zbocza, na wysokości około 360 m n.p.m.

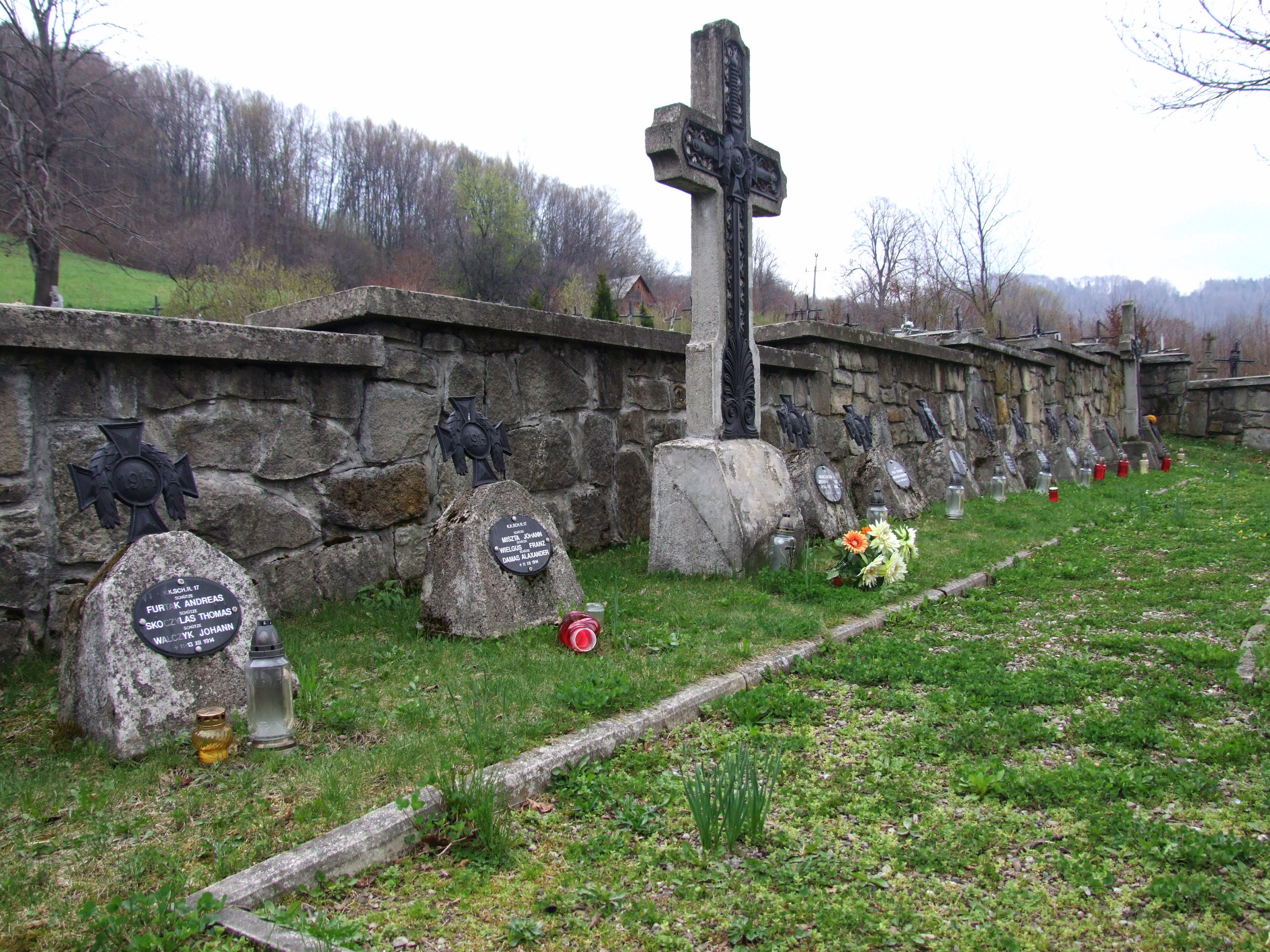
Rząd nagrobków pod murem

## Historia
Pochowano na nim żołnierzy wszystkich trzech walczących tutaj armii: rosyjskiej, austro-węgierskiej i niemieckiej, którzy zginęli w tym rejonie na początku grudnia 1914 roku w czasie operacji łapanowsko-limanowskiej. Operacja ta zakończyła się zwycięstwem wojsk austriackich, które zahamowały rosyjską ofensywę w kierunku Krakowa i Śląska. Podobnie, jak inne cmentarze w Galicji z okresu I wojny, wykonano go jeszcze w czasie trwania wojny. Przystąpiono do tego w 1915 roku, niezwłocznie po tym, jak w wyniku zwycięskiej dla Austriaków Bitwy pod Gorlicami wyparto wojska rosyjskie dalej na wschód. Liczba pochowanych żołnierzy nie jest dokładnie znana, szacuje się ją na 98–110. Przetrwały oryginalne tabliczki z nazwiskami 36 żołnierzy i 4 nierozpoznanych armii niemieckiej i austriackiej. W zbiorowej mogile spoczywa 53 żołnierzy rosyjskich. Wśród poległych żołnierzy są:
- żołnierze 5 Pułku Pułk Huzarów Węgierskich Obrony Krajowej
- żołnierze 17 Pułku Piechoty Pospolitego Ruszenia

Wśród poległych znajdują się żołnierze narodowości polskiej.

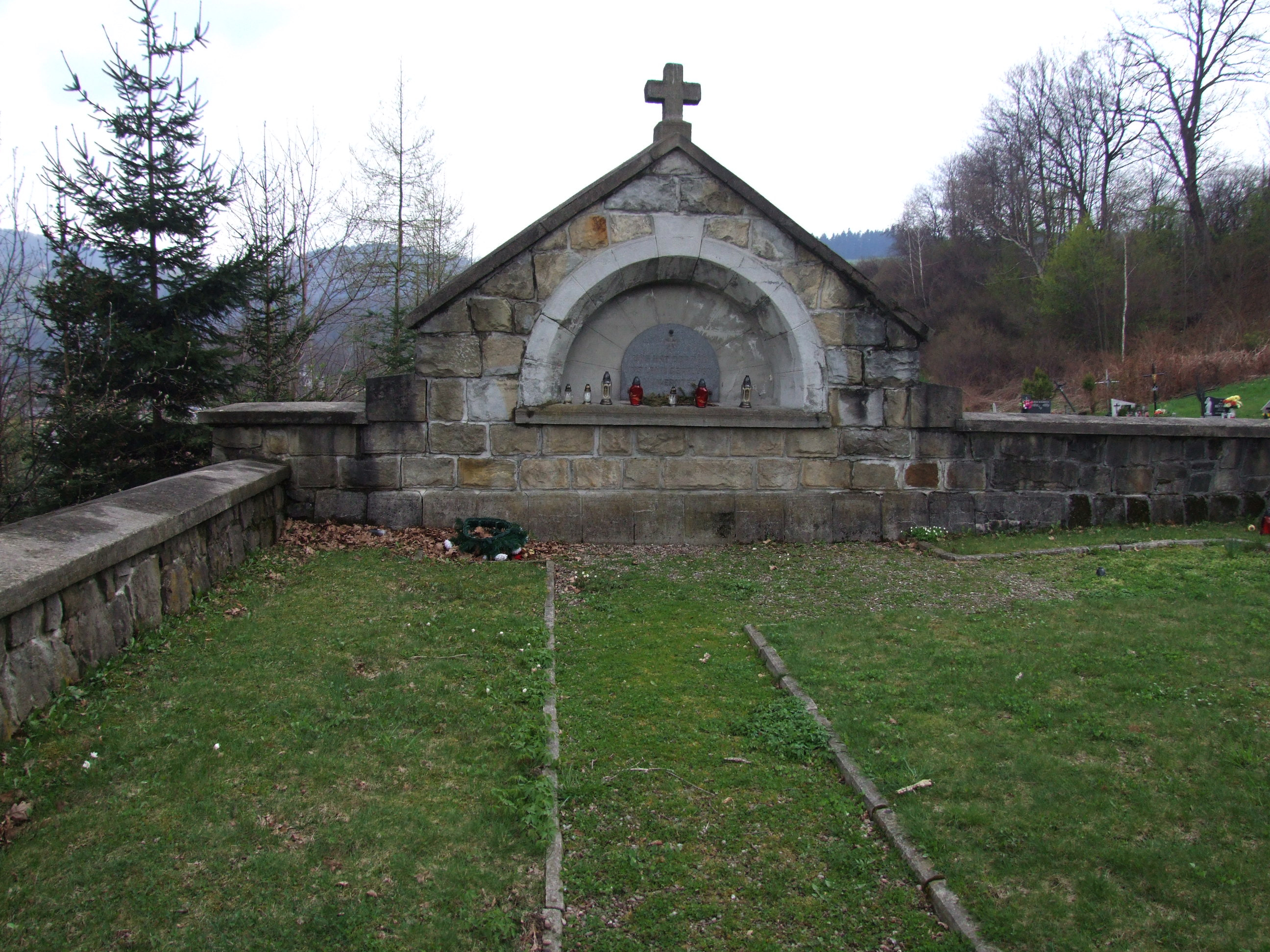
Ściana inskrypcyjna

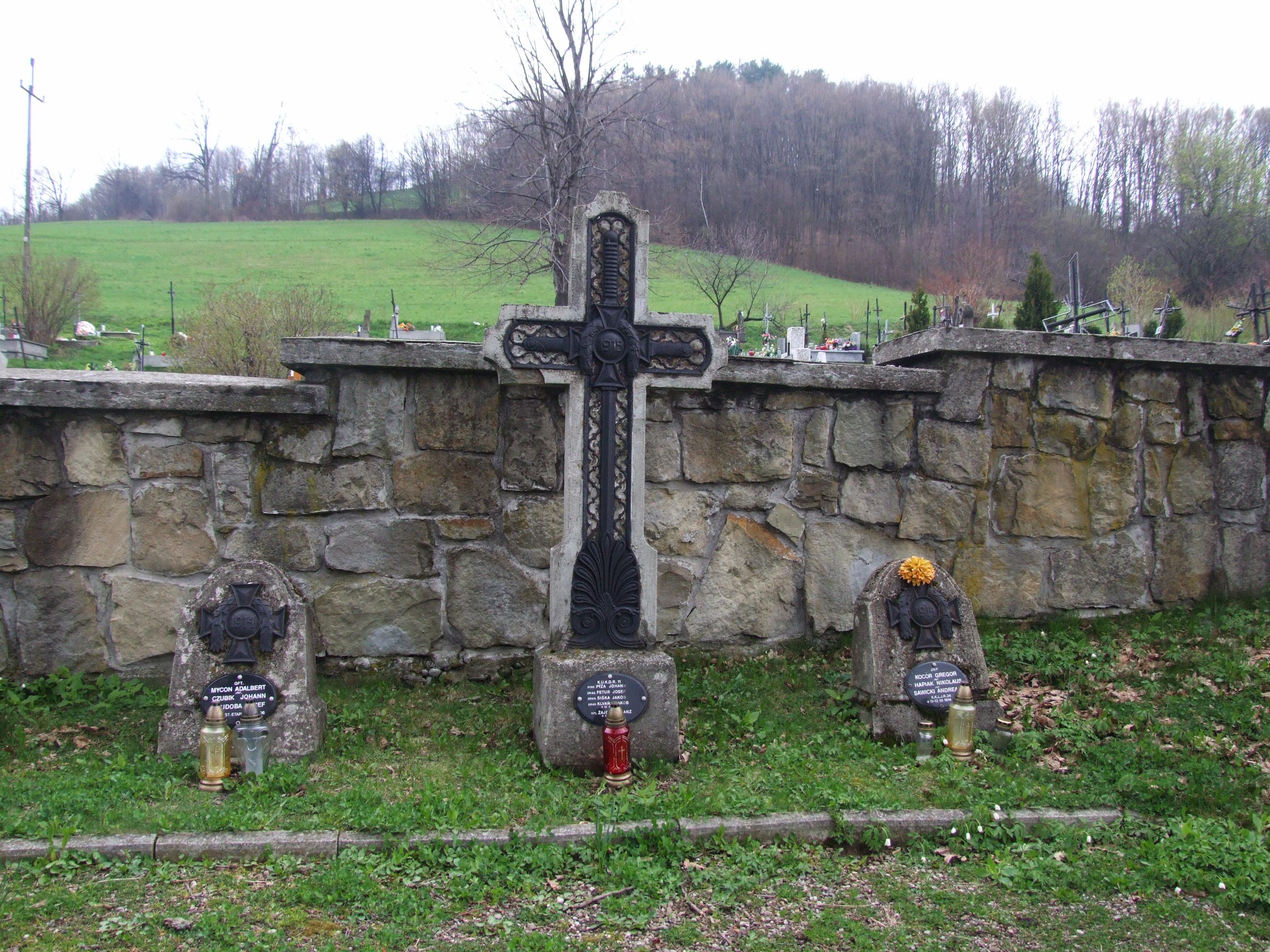
Krzyż łaciński i stele nagrobkowe

## Opis cmentarza
Jest to nieduży cmentarz na planie wieloboku (powierzchnia 188 m²). Otoczony jest bardzo solidnym murem z kamienia łupanego. Mur nakryty jest betonowym daszkiem. Wejście przez bramę zamykaną żeliwną furtką. Na środku cmentarza jeden stary dąb. Ponieważ cmentarz zlokalizowany jest na nierównym terenie, został wyplantowany w postaci tarasów na różnej wysokości. Wykonane są żwirowe ścieżki i betonowe schodki. Głównym elementem dekoracyjnym jest znajdująca się w murze od południowej strony i zwieńczona krzyżem ściana inskrypcyjna, a w niej w półokrągłej wnęce granitowa tablica inskrypcyjna. Na tablicy napis w języku niemieckim: „Śmierć nas worała w ziemię, teraz zbierajcie żniwo”. Oprócz niej są na betonowych cokołach dwa żeliwne krzyże łacińskie i jeden lotaryński. Mogiły żołnierzy rozmieszczone są w jednym rzędzie przy murze na dłuższym boku cmentarza. Na mogiłach znajdują się betonowe stele zwieńczone żeliwnymi krzyżami oraz tabliczki z nazwiskami żołnierzy. We wschodnim narożu cmentarza zamontowano tablicę upamiętniająca mieszkańców Laskowej poległych w latach 1939-45.
W latach 1992–1997 odnowiono cmentarz. W 1993 został wciągnięty na listę zabytków nieruchomych województwa małopolskiego.